# Wyspa Melville’a (Ocean Arktyczny)
Wyspa Melville’a (ang. Melville Island, fr. Île Melville) – niezamieszkana arktyczna wyspa wchodząca w skład archipelagu Wysp Parry’ego (Archipelag Arktyczny). Zajmuje powierzchnię 42 149 km². Należy do Kanady, podzielona jest między Terytoria Północno-Zachodnie (część zachodnia) i Nunavut (część wschodnia).
Pierwszym Europejczykiem, który wylądował w 1819 na Wyspie Melville’a, był brytyjski odkrywca William Parry.